# Sida tenuicarpa
Sida tenuicarpa är en malvaväxtart som beskrevs av K. Vollesen. Sida tenuicarpa ingår i släktet sammetsmalvor, och familjen malvaväxter. Inga underarter finns listade i Catalogue of Life.